# Университет медицинских наук Камбоджи
Университет медицинских наук Камбоджи (кхмер. សាកលវិទ្យាល័យវិទ្យាសាស្រ្តសុខាភិបាល) — государственный медицинский университет в Пномпене, Камбоджа.

## История
Университет основан в июне 1946 года как школа для медицинских работников, в 1953 году преобразована в Королевскую школу медицины. В 1962 году в вузе открылся факультет фармации и медицины, который в 1967 году был переподчинен Университету Пномпеня. В 1971 году открылось отделение стоматологии. В годы правления Красных Кхмеров с 1975 по 1979 год вуз был закрыт, а его здание оставалось заброшенным.
В январе 1980 года власти Народной Республики Кампучия возобновили работу университета, в 1997 году преобразован в Университет медицинских наук.

## Факультеты
- Медицинский факультет
- Факультет фармацевтики
- Факультет стоматологии
- Техническая школа медицинского обслуживания

## Больницы и национальные центры
- Больница Кальметта
- Больница кхмерско-советской дружбы
- Национальный центр по защите материнства и детства
- Национальная педиатрическая больница
- Больница Преа Коссамак
- Национальный центр по паразитологии, энтомологии и борьбе с малярией